# Scuola di giornalismo radiotelevisivo di Perugia
La Scuola di giornalismo radiotelevisivo di Perugia (SGRT) è una scuola superiore universitaria di giornalismo riconosciuta dall'ordine dei giornalisti. Fa parte del Centro italiano di studi superiori per la formazione e l'aggiornamento in giornalismo radiotelevisivo, un'associazione senza fini di lucro fondata nel 1992. Ha sede in via Puccini a Ponte Felcino, frazione di Perugia.
La scuola promuove un corso biennale in giornalismo radiotelevisivo destinato a giovani laureati (triennale e magistrale), con l'obiettivo di formare giornalisti in grado di gestire tutte le diverse e complesse fasi del processo di produzione delle notizie con particolare riguardo al campo specifico della radiotelevisione.

## Sede e storia
La sede delle scuola a Ponte Felcino è ospitata in una villa settecentesca, circondata da fontane e giardini e da un grande parco con alberi secolari, un tempo appartenuta alla famiglia Carletti Bonucci e oggi di proprietà della omonima fondazione. Durante la seconda guerra mondiale, per la sua posizione strategica sulla valle del Tevere, fu sede prima di un reparto tedesco e poi degli Alleati e ospitò anche famiglie di sfollati.
Il Centro di giornalismo radiotelevisivo, fondato dalla Rai e dall'Università di Perugia come associazione senza fini di lucro, è stato ospitato nella villa dal 1992. L'associazione è supportata anche dalla fondazione Bonucci, dall'ordine dei giornalisti, dalla regione Umbria, dal comune e dalla provincia nonché da Fondazione Perugia.
All'interno della struttura si trovano aule, laboratori, una newsroom con 25 postazioni per le attività redazionali, sale di regia e di montaggio. Adiacente alla villa è la foresteria, che può ospitare fino a un massimo di 22 persone.

## Didattica
Il piano didattico viene definito all'inizio di ogni biennio dal comitato scientifico della scuola. Giornalisti professionisti e docenti universitari svolgono le lezioni nei due anni di corso. Gli insegnamenti incentrati sulla pratica professionale sono integrati con discipline accademiche. Gli allievi preparano giornali radio e speciali radiofonici, telegiornali e speciali televisivi; viene realizzato il webmagazine Quattro Colonne on line e il quindicinale Quattro Colonne.
Le attività formative sono incentrate sull'utilizzo degli strumenti informatici e multimediali. Durante il corso, ogni allievo ha a sua disposizione una telecamera digitale e una postazione redazionale con un pc dotato dei software necessari, collegato alla rete e alle più importanti agenzie di stampa italiane e internazionali.
Il corso integra formazione teorica e pratica professionale nel campo del giornalismo in generale, e di quello radiotelevisivo e della convergenza digitale multimediale in particolare.
Tra i più celebri alunni della Scuola vi sono Giovanni Floris, Monica Maggioni, Gerardo Greco, Alberto Matano, Ettore Giovannelli e Giorgia Cardinaletti.